# 学校法人愛知産業大学
学校法人愛知産業大学（がっこうほうじん あいちさんぎょうだいがく）は愛知県名古屋市中区に本部を置く学校法人。

## 概要
現在、大学・短期大学各1校、専門学校3校、高等学校2校、幼稚園1校を運営している。法人本部は名古屋市中区橘2-6-15に置かれている。

## 沿革
- 1948年（昭和23年）3月 - 財団法人 常懐学園を設立し、愛知女子工芸高等学校を置く。
- 1951年（昭和26年）3月 - 学校法人 常懐学園に組織変更。
- 1961年（昭和36年）4月 - 愛知女子工芸高等学校を愛知工芸高等学校に改称するとともに、電気通信科を設置し入学生も女子から男子へと移行。
- 1962年（昭和37年）
  - 4月 - 愛知工芸高等学校に定時制課程を設置。
  - 6月 - 愛知工芸高等学校の校名を東海工業高等学校に改称。
- 1965年（昭和40年）4月 - 東海工業高等学校に通信制課程を設置。
- 1969年（昭和44年）2月 - 島田幼稚園の設立が認可され、園舎を名古屋市天白区天白町島田黒石3845番地に置く。
- 1970年（昭和45年）4月 - 島田幼稚園を開園。
- 1972年（昭和47年）3月 - 東海工業高等学校の定時制を廃止。
- 1978年（昭和53年）
  - 2月 - 名古屋経営経理専門学校の設立が認可され、校舎を名古屋市熱田区伝馬一丁目5-22番地に置く。
  - 4月 - 名古屋経営経理専門学校を開校。
- 1979年（昭和54年）4月 - 名古屋経営経理専門学校の校名を名古屋法経専門学校と改称し、校舎を名古屋市瑞穂区熱田東町浜新開41-14番地に移転。
- 1983年（昭和58年）
  - 3月 - 三河高等学校の設立が認可され、校舎を岡崎市岡町字原山12番地の10に置く。
  - 4月 - 三河高等学校を開校。全日制課程の普通科と電気科を置く。
- 1984年（昭和59年）4月 - 法人名を学校法人常懐学園から学校法人愛知水野学園に改称。
- 1985年（昭和60年）
  - 4月 - 三河高等学校の全日制課程に情報処理科と通信制課程を設置。
  - 12月 - 東海産業短期大学の設立が認可され、校舎を岡崎市岡町字原山12番地の5に置く。
- 1986年（昭和61年）4月 - 東海産業短期大学を開学し、経営学科と英語科を置く。
- 1987年（昭和62年）4月 - 名古屋法経専門学校の校名を名古屋法経情報専門学校に改称。
- 1991年（平成3年）12月 - 愛知産業大学の設立が認可され、校舎を岡崎市岡町字原山12番地の5に置く。
- 1992年（平成4年）4月 - 愛知産業大学を開学し、造形学部 産業デザイン学科と建築学科を置く。
- 1993年（平成5年）
  - 3月 - 名古屋法経情報専門学校金山校の設置が認可され、校舎を名古屋市熱田区金山町一丁目8番10号に置く。
  - 4月 - 名古屋法経情報専門学校金山校を開校。 名古屋法経情報専門学校の校名を名古屋法経情報専門学校堀田校に改称。
  - 12月 - 東海産業短期大学通信教育部の設置が認可され、校舎を岡崎市岡町字原山12番の5に置く。
- 1994年（平成6年）4月 - 東海産業短期大学通信教育部を開学し、経営学科と英語科を置く。
- 1995年（平成7年）
  - 3月 - 愛知産業大学三河中学校の設置が認可され、校舎を岡崎市岡町字原山12番地の10に置く。
  - 4月 - 愛知産業大学三河中学校を開校。 三河高等学校の校名を愛知産業大学三河高等学校に改称。
  - 12月 - 愛知産業大学通信教育部の設置が認可され、校舎を岡崎市岡町字原山12番地の5に置く。
- 1996年（平成8年）4月 - 愛知産業大学通信教育部を開学し、産業デザイン学科を置く。
- 1997年（平成9年）
  - 3月 - 愛知産業大学経済文化専門学校の設置が認可され、校舎を岡崎市岡町字原山12番130に置く。三河歯科衛生専門学校の設置が認可され、校舎を岡崎市岡町字原山12番130に置く。
  - 4月 - 愛知産業大学経済文化専門学校を開校。 三河歯科衛生専門学校を開校。 東海産業短期大学の校名を愛知産業大学短期大学に改称。
- 1999年（平成11年)
  - 3月 - 名古屋美容専門学校の設置が認可され、校舎を名古屋市瑞穂区明前町15-19に置く。
  - 4月 - 名古屋美容専門学校を開校。
  - 12月 - 愛知産業大学に経営学部経営学科の設置が認可され、校舎を岡崎市岡町字原山12番地の5に置く。
- 2000年（平成12年）4月 - 愛知産業大学経営学部経営学科を開設。
- 2001年（平成13年）4月 - 名古屋法経情報専門学校堀田校を廃校。東海工業高等学校の校名を愛知産業大学工業高等学校に改称。名古屋法経情報専門学校金山校の校名を名古屋法律経済専門学校に改称。
- 2002年（平成14年）4月 - 愛知産業大学に留学生別科を開設。
- 2003年（平成15年）
  - 3月 - 愛知産業大学経済文化専門学校を廃校。
  - 4月 - 法人名を学校法人愛知水野学園から学校法人愛知産業大学に改称。
- 2004年（平成16年）
  - 4月 - 愛知産業大学経営学部経営環境学科を開設。愛知産業大学造形学部産業デザイン学科及び通信教育部産業デザイン学科の名称をデザイン学科と改称。
  - 11月 - 愛知産業大学に大学院造形学研究科建築学専攻の設置が認可され、校舎を岡崎市岡町字原山12番地の5に置く。
- 2005年（平成17年）4月 - 愛知産業大学に大学院造形学研究科建築学専攻を開設。愛知産業大学経営学部経営学科の名称をビジネスマネジメント学科と改称。
- 2006年（平成18年）4月 - 愛知産業大学短期大学通学部　英語科・経営学科の廃止。愛知産業大学短期大学通信教育部に国際コミュニケーション学科を開設。愛知産業大学通信教育部　造形学部に建築学科を開設。
- 2007年（平成19年）4月 - 愛知産業大学に大学院造形学研究科デザイン学専攻を開設。
- 2009年（平成21年)4月 - 愛知産業大学の経営学部ビジネスマネジメント学科と経営環境学科を統合し、総合経営学科を開設。名古屋法律経済専門学校の校名をELICビジネス＆公務員専門学校に改称。
- 2010年（平成22年）
  - 4月 - 名古屋ブライダルビューティー専門学校を開校。校舎を名古屋市熱田区金山町1-6-9に置く。
  - 10月 - ELICビジネス＆公務員専門学校が、名古屋市熱田区新尾頭1-12-10に移転。
- 2022年（令和4年）3月31日 - 愛知産業大学三河中学校を閉校[1]。
- 2024年（令和6年）4月 - 愛知産業大学工業高等学校を名古屋たちばな高等学校に改称。男女共学化、全日制課程に普通科を設置。

## 建学の精神
豊かな知性と誠実な心を持ち、社会に貢献できる人材を育成する

## 設置校
- 愛知産業大学（愛知県岡崎市）
- 愛知産業大学短期大学（愛知県岡崎市）
- 愛知産業大学三河高等学校（愛知県岡崎市）
- 名古屋たちばな高等学校（名古屋市中区）
- ELICビジネス&公務員専門学校（名古屋市熱田区）
- 名古屋美容専門学校（名古屋市瑞穂区）
- 三河歯科衛生専門学校（愛知県岡崎市）
- 島田幼稚園（名古屋市天白区）

## 廃止校
- 名古屋法経情報専門学校堀田校：名古屋法経情報専門学校金山校と統合し、名古屋法律経済専門学校（現ELICビジネス&公務員専門学校）とする。
- 愛知産業大学経済文化専門学校
- 愛知産業大学三河中学校（愛知県岡崎市）